# Dolor de rodilla
El dolor de rodilla es un dolor en o alrededor de la rodilla.
La articulación de la rodilla consiste en la unión de cuatro huesos: el fémur, la tibia, el peroné y la rótula. La rodilla tiene cuatro compartimentos. Son los compartimentos tibiofemoral medial y lateral, el compartimento patelofemoral y la articulación tibiofibular superior. Los componentes de cada uno de estos compartimentos pueden sufrir tensiones repetitivas, lesiones o enfermedades. 
Correr largas distancias puede causar dolor en la articulación de la rodilla, ya que es un ejercicio de alto impacto.

## Causas

### Lesiones
Algunas lesiones comunes según la ubicación incluyen:
- Esguince (esguince de ligamento)
  - Ligamento colateral medio
  - Ligamento colateral lateral
  - Ligamento cruzado anterior
  - Ligamento cruzado posterior
- Rotura de menisco[2]
  - Menisco medial
  - Menisco lateral
- Tensión (tensión muscular)
  - Músculos cuádriceps
  - Músculos isquiotibiales
  - Músculo poplíteo
  - Tendón rotuliano
  - Tendón isquiotibial
  - Tendón poplíteo
- Hemartrosis: la hemartrosis tiende a desarrollarse durante un período relativamente corto después de la lesión, desde varios minutos hasta unas pocas horas.[3]

### Fracturas
- Fractura femoral
- Fractura de tibia
- Fractura de rótula[2]

### Enfermedades
Algunas de las enfermedades que causan el dolor de rodilla incluyen las siguientes:
- Artrosis de rodilla[2]
- Condromalacia rotuliana
- quiste de Baker
- Quiste meniscal
- Menisco discoide
- Enfermedad de Osgood-Schlatter[2]
- Enfermedad de Larsen-Johansson[2]
- Artritis reumatoide de rodilla[2]
- Enfermedad de la osteocondritis disecante[4][5]
- Enfermedad de la condromatosis sinovial[6]
- Tumores[7]
- Espondilitis anquilosante[8]
- Artritis reactiva[9]
- Artritis tuberculosa[10]
- Artritis séptica ( artritis piógena )[11]
- Osteomielitis[12]
- Artritis hemofílica[13]
- Gota (artritis gotosa)[14]
- Neuromas[2]

### Inflamaciones
- Bursitis de la rodilla
  - Bursitis prerrotuliana: rodilla de criada (la más común)
  - Bursitis infrapatelar - Rodilla del clérigo ( bursitis infrapatelar superficial y bursitis infrapatelar profunda )
  - Bursitis semimembranosa
- Tendinitis[2]
  - Tendinitis rotuliana ( rodilla de saltador )
  - Tendinitis isquiotibial
  - Tendinitis poplítea
- Sinovitis de la rodilla

### Deformidades
Las deformidades comunes de la rodilla incluyen:
- Rótula bipartita (rótula en dos partes)
- Genu varum (piernas arqueadas)
- Genu valgum (golpe de rodillas)
- Genu recurvatum ( hiperextensión de rodilla )
- Deformidad en flexión de rodilla

### Síndromes
- Síndrome de dolor patelofemoral[2]
- Síndrome de plica[2]
- Síndrome de la banda iliotibial[2]
- Síndrome de Hoffa[2]
- Síndrome de hiperlaxitud articular

### Dislocaciones
- Luxación de rótula
- Dislocación de la articulación de la rodilla ( dislocación de la articulación tibiofemoral )

### Temperatura fría
El dolor de rodilla es más frecuente entre las personas que trabajan con frío que entre las que lo hacen a temperatura normal. El dolor de rodilla inducido por el frío también puede deberse a una tenosinovitis de los tendones que rodean la rodilla, en la que la exposición al frío tiene un papel específico, ya sea como factor causante o contribuyente. Se han descrito casos de artritis franca en niños debidos a congelación por frío extremo que causa una lesión directa de los condrocitos
También existe una enfermedad hereditaria, el síndrome autoinflamatorio familiar por frío (SAFF), que a menudo presenta dolor en la rodilla, además de urticaria, fiebre y dolor en otras articulaciones, luego de la exposición general al frío. 

### Dolor de rodilla debido a un menor movimiento físico
Un menor nivel de actividad física y un entorno laboral en el que se está obligado a permanecer sentado en una silla durante la jornada laboral es una de las razones para desarrollar dolor en la articulación de la rodilla, ya que el menor grado de movimiento físico tiende a debilitar los músculos de la rodilla. Los vasos sanguíneos también pueden verse afectados, dando lugar a la aparición de afecciones dolorosas. Para recuperar la fuerza y eliminar el dolor de rodilla, es fundamental trabajar la fuerza mediante una amplitud de movimiento completa.
A medida que avanza la edad, el movimiento de la articulación de la rodilla implica una mayor fricción con los tejidos y cartílagos adyacentes. 

### Otras causas
- Laxitud ligamentosa
- Pinzamiento de la almohadilla de grasa
- Derrame de rodilla
- Trombosis venosa profunda
- Enfermedad vascular periférica
- Exostosis

### Dolor de rodilla referido
El dolor referido es aquel que se percibe en un sitio distinto de su punto de origen pero inervado por el mismo segmento vertebral. A veces, el dolor de rodilla puede estar relacionado con otra zona del cuerpo. Por ejemplo, el dolor de rodilla puede proceder del tobillo, el pie, las articulaciones de la cadera o la columna lumbar.

## Diagnóstico
Las resonancias magnéticas de rodilla deben evitarse en caso de dolor de rodilla sin síntomas ni derrame, a menos que haya resultados no satisfactorios de un programa de rehabilitación funcional.
En algunos diagnósticos, como en la artrosis de rodilla, la resonancia magnética no resulta clara para su determinación.

## Tratamiento
Aunque la cirugía tiene un papel en la reparación de lesiones traumáticas y fracturas óseas, las cirugías como el lavado artroscópico no proporcionan mejoras significativas o duraderas ni del dolor ni de la función a las personas con dolor de rodilla y, por lo tanto, casi nunca deben realizarse. El dolor de rodilla es un dolor causado por el desgaste, como la artrosis o una rotura de menisco. Los tratamientos eficaces para el dolor de rodilla incluyen ejercicios de fisioterapia, fármacos analgésicos como el ibuprofeno, estiramientos articulares, cirugía de sustitución de rodilla y pérdida de peso en personas con sobrepeso.
En general, una combinación de intervenciones parece ser la mejor opción para tratar el dolor de rodilla. Se recomienda utilizar intervenciones como ejercicios dirigidos tanto a la rodilla como a la cadera, ortesis en el pie y vendaje rotuliano en pacientes con dolor de rodilla.
Las pruebas actuales sugieren que los factores psicológicos son elevados en las personas con dolor patelofemoral. Se cree que factores no físicos como la ansiedad, la depresión, el miedo al movimiento y la catastrofización tienen una correlación lineal con el aumento del dolor y la disminución de la función física. La catastrofización se define como la imaginación del peor resultado posible de una acción o acontecimiento. Los factores psicosociales pueden tener un impacto positivo o negativo en el cumplimiento de los programas de rehabilitación para el tratamiento del dolor de rodilla. Además, los estudios han descubierto que el dolor de rodilla se asocia negativamente con la calidad de vida relacionada con la salud, y que un aumento del dolor de rodilla se asocia con una reducción de la calidad de vida informada por el paciente, en comparación con los pacientes sin dolor de rodilla o con dolor de rodilla estable, incluso en la población relativamente más joven de mediana edad.

## Epidemiología
Alrededor del 25% de las personas mayores de 50 años experimentan dolor de rodilla debido a enfermedades degenerativas de la rodilla.

## Sociedad y cultura
En los Estados Unidos, se gastan más de US$3 mil millones cada año en cirugías artroscópicas de rodilla que se sabe que son ineficaces en personas con dolor degenerativo de rodilla.